# Shōmyō
 (août 2019).
Si vous disposez d'ouvrages ou d'articles de référence ou si vous connaissez des sites web de qualité traitant du thème abordé ici, merci de compléter l'article en donnant les références utiles à sa vérifiabilité et en les liant à la section « Notes et références ».

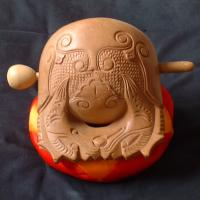
Un jouet jouant un air bouddhique.

Le shōmyō (声明, 聲明) (du chinois : 声明 ; pinyin : shēngmíng ; litt. « voix claire », signifiant « déclaration », ou « proclamation ») est un style de chants et récitations liturgiques bouddhiques, à l'unisson ou en canon. À l'origine, le terme shōmyō (litt. « voix claire ») renvoie à l'une des disciplines que devaient maîtriser les brahmanes, regroupant prononciation, rimes, acception des mots et grammaire sanskrite. Le bouddhisme emprunte vraisemblablement la technique vocale brahmanique pour chanter les textes religieux bouddhiques.
La musique liturgique bouddhique se développe en Chine au IIIe siècle apr. J.-C. Le bouddhisme chinois connaît son apogée à l'époque Tang avant de décliner, puis de péricliter (réprimé en 845 par l'empereur Tang Wuzong, adepte du taoïsme).
Introduit au Japon vers le VIe siècle, le shōmyō se développe grâce à des missions en Chine, qui s'interrompent définitivement en 894 : le shōmyō japonais se détache alors du modèle chinois et connaît une évolution propre. Une de ses caractéristiques est l'usage de textes en trois langues (sanskrit, chinois, japonais).
En 720, le prêtre Dōei est chargé d'unifier et de réorganiser le shōmyō japonais. D'autres documents relatent la cérémonie d'inauguration du Grand Bouddha de Nara en 752, comportant des chants bouddhiques (en particulier sange), du gagaku et du bugaku. L'ordre du culte bouddhique semble fixé, sous sa forme actuelle, dès le VIIIe siècle.
Le culte bouddhique des Tang fut introduit par deux nouvelles écoles : l'école Tendai de Saichō et Ennin (qui est en fait le véritable fondateur du shōmyō de Tendai) au mont Hiei, et l'école Shingon de Kūkai au mont Kōya.
À partir du Xe siècle, le shōmyō évolue différemment selon les écoles. Pendant deux siècles, les temples s'opposent dans des querelles pour le pouvoir, tandis que les écoles de shōmyō se multiplient. Cette dégradation fait naître de nouveaux élans visant à purifier la doctrine et simplifier le rituel : l'école Jōdo (amidisme) créée par Hōnen, l'école Rinzai (zen) d'Eisai, l'école Sōtō fondée par Dōgen, et l'école Hokke de Nichiren.
Le shōmyō connaît une période de stagnation au XIVe siècle, avec l'arrivée d'un pouvoir militaire, avant d'entrer dans une phase de conservation. À la restauration Meiji, on commence à composer des hymnes et des chants didactiques sous l'influence occidentale.